# Liste der Grade-I-Bauwerke in Gloucestershire
| Lage von Gloucestershire in England                                                                                            |
| Gliederung von Gloucestershire                                                                                                 |
| 1. Tewkesbury 2. Forest of Dean 3. Gloucester 4. Cheltenham 5. Stroud 6. Cotswold 7. South Gloucestershire (Unitary Authority) |

Diese Liste der Grade-I-Bauwerke in Gloucestershire nennt die Grade-I-Listed Buildings in Gloucestershire nach Bezirken geordnet.
Von den rund 373.000 Listed Buildings in England sind rund 9000, also etwa 2,4 %, als Grade I eingestuft. Davon befinden sich etwa 93 in Lancashire.

## Cheltenham
1. Cheltenham Minster (St Mary’s), Cheltenham, GL50
2. Church of All Saints, Cheltenham, GL52
3. Montpellier Rotunda (Lloyds Bank) montpellier Rotunda and Pump Room, Cheltenham, GL50
4. Pittville Pump Room, Cheltenham, GL52
5. Thirlestaine House (Cheltenham College) with Attached Railings and 2 Lamp Posts, Cheltenham, GL53

## Cotswold
1. 5, 13 and 15, the Chipping, Tetbury, Cotswold, GL8
2. Ablington Manor, Bibury, Cotswold, GL7
3. Almshouses, Chipping Campden, Cotswold, GL55
4. Arlington Row, Bibury, Cotswold, GL7
5. Barnsley Park, Barnsley, Cotswold, GL7
6. Barrington Park, Barrington, Cotswold, OX18
7. Beverston Castle, Including Gazebo and Bridge, Beverston, Cotswold, GL8
8. Bibury Court Hotel, Bibury, Cotswold, GL7
9. Chavenage House and Chapel, Beverston, Cotswold, GL8
10. Church of All Hallows, South Cerney, Cotswold, GL7
11. Church of All Saints, Down Ampney, Cotswold, GL7
12. Church of All Saints, North Cerney, Cotswold, GL7
13. Church of All Saints, Turkdean, Cotswold, GL54
14. Church of Saint Michael and All Saints, Dowdeswell, Cotswold, GL54
15. Church of St Andrew, Chedworth, Cotswold, GL54
16. Church of St Andrew, Cold Aston, Cotswold, GL54
17. Church of St Andrew, Coln St. Dennis, Cotswold, GL54
18. Church of St Andrew, Eastleach, Cotswold, GL7
19. Church of St Andrew, Sevenhampton, Cotswold, GL54
20. Church of St Bartholomew, Aldsworth, Cotswold, GL54
21. Church of St Bartholomew, Notgrove, Cotswold, GL54
22. Church of St Bartholomew, Winstone, Cotswold, GL7
23. Church of St Eadburga, Ebrington, Cotswold, GL55
24. Church of St Faith, Temple Guiting, Cotswold, GL54
25. Church of St George, Hampnett, Cotswold, GL54
26. Church of St James, Chipping Campden, Cotswold, GL55
27. Church of St James, Coln St. Dennis, Cotswold, GL54
28. Church of St James, Longborough, Cotswold, GL56
29. Church of St John the Baptist and Attached Railings and Gates, Cirencester, Cotswold, GL7
30. Church of St John the Evangelist, Elkstone, Cotswold, GL53
31. Church of St Kenelm, Sapperton, Cotswold, GL7
32. Church of St Laurence, Wick Rissington, Cotswold, GL54
33. Church of St Lawrence, Bourton-on-the-Hill, Cotswold, GL56
34. Church of St Lawrence, Didmarton, Cotswold, GL9
35. Church of St Lawrence, Lechlade, Cotswold, GL7
36. Church of St Lawrence, Mickleton, Cotswold, GL55
37. Church of St Leonard, Batsford, Cotswold, GL56
38. Church of St Leonard, Bledington, Cotswold, OX7
39. Church of St Leonard, Yanworth, Cotswold, GL54
40. Church of St Margaret, Bagendon, Cotswold, GL7
41. Church of St Mary, Ampney St. Mary, Cotswold, GL7
42. Church of St Mary, Bibury, Cotswold, GL7
43. Church of St Mary, Edgeworth, Cotswold, GL6
44. Church of St Mary, Icomb, Cotswold, GL54
45. Church of St Mary, Shipton, Cotswold, GL54
46. Church of St Mary, Swell, Cotswold, GL54
47. Church of St Mary, Temple Guiting, Cotswold, GL54
48. Church of St Mary, Fairford, Cotswold, GL7
49. Church of St Mary the Virgin, Syde, Cotswold, GL53
50. Church of St Mary the Virgin, Kempsford, Cotswold, GL7
51. Church of St Mary the Virgin, Tetbury, Cotswold, GL8
52. Church of St Michael, Brimpsfield, Cotswold, GL4
53. Church of St Michael, Duntisbourne Rouse, Cotswold, GL7
54. Church of St Michael, Withington, Cotswold, GL54
55. Church of St Michael and St Martin, Eastleach, Cotswold, GL7
56. Church of St Nicholas, Cherington, Cotswold, GL8
57. Church of St Nicholas, Oddington, Cotswold, GL56
58. Church of St Nicholas, Saintbury, Cotswold, WR12
59. Church of St Oswald, Shipton, Cotswold, GL54
60. Church of St Peter, Adlestrop, Cotswold, GL56
61. Church of St Peter, Barrington, Cotswold, OX18
62. Church of St Peter, Farmington, Cotswold, GL54
63. Church of St Peter, Rendcomb, Cotswold, GL7
64. Church of St Peter, Southrop, Cotswold, GL7
65. Church of St Peter, Willersey, Cotswold, WR12
66. Church of St Peter, Windrush, Cotswold, OX18
67. Church of St Peter and St Paul, Northleach with Eastington, Cotswold, GL54
68. Church of St Swithin, Quenington, Cotswold, GL7
69. Church of St Thomas of Canterbury, Todenham, Cotswold, GL56
70. Church of the Holy Cross, Avening, Cotswold, GL8
71. Church of the Holy Rood, Ampney Crucis, Cotswold, GL7
72. Church of the Holy Rood, Daglingworth, Cotswold, GL7
73. Cross in Churchyard of Church of the Holy Rood, Ampney Crucis, Cotswold, GL7
74. Daylesford House, Adlestrop, Cotswold, GL56
75. Doughton Manor and Gate Piers to North, Tetbury Upton, Cotswold, GL8
76. Dovecote at Knights Gate, Quenington, Cotswold, GL7
77. Down Ampney House, Down Ampney, Cotswold, GL7
78. Gatehouse to Beverston Castle, Beverston, Cotswold, GL8
79. Grevel’s House, Chipping Campden, Cotswold, GL55
80. Hidcote House, Ebrington, Cotswold, GL55
81. Hospital of St John, Cirencester, Cotswold, GL7
82. Icomb Place, Icomb, Cotswold, GL54
83. Knights Hospitallers Gateway at Knights Gate, Quenington, Cotswold, GL7
84. Lodge Park and Adjoining Walls and Railings, Sherborne, Cotswold, GL54
85. Manor Farmhouse and Dovecote, Temple Guiting, Cotswold, GL54
86. Manor House, Upper Slaughter, Cotswold, GL54
87. Market Hall, Chipping Campden, Cotswold, GL55
88. Market House, Tetbury, Cotswold, GL8
89. Medford House and Garden Walls, Mickleton, Cotswold, GL55
90. Newark Park, Ozleworth, Cotswold, GL12
91. Northwick Park, Blockley, Cotswold, GL56
92. Parish Church of St Edward, Stow-on-the-Wold, Cotswold, GL54
93. Porch House, Tetbury, Cotswold, GL8
94. Rodmarton Manor, Rodmarton, Cotswold, GL7
95. Sezincote House, Sezincote, Cotswold, GL56
96. Shayler Monument in the Churchyard of the Church of St Paul Circa 4 Metres East of the Vestry, Broadwell, Cotswold, GL56
97. Spital Gate and Attached Cottage, Cirencester, Cotswold, GL7
98. Tent Room and Attached Accommodation Block, Sezincote House, Sezincote, Cotswold, GL56
99. The Manor House and Gatepiers, Poulton, Cotswold, GL7
100. The Orangery, Adlestrop, Cotswold, GL56
101. The Orangery, Sezincote House, Sezincote, Cotswold, GL56
102. Tithe Barn, Bourton House, Bourton-on-the-Hill, Cotswold, GL56
103. Westonbirt House with South Terrace, Westonbirt with Lasborough, Cotswold, GL8
104. Whittington Court, Whittington, Cotswold, GL54
105. Woolstaplers’ Hall, Chipping Campden, Cotswold, GL55
106. Worcester Lodge to Badminton Park, with Flanking Quadrant Walls and Terminal Pavilions, Didmarton, Cotswold, GL9

## Forest of Dean
1. Church of All Saints, Newland, Forest of Dean, GL16
2. Church of All Saints, Staunton Coleford, Forest of Dean, GL16
3. Church of St Andrew, Awre, Forest of Dean, GL14
4. Church of St Ethelbert, Littledean, Forest of Dean, GL14
5. Church of St John the Baptist, Dymock, Forest of Dean, HR8
6. Church of St John the Baptist, Huntley, Forest of Dean, GL19
7. Church of St John the Evangelist, Pauntley, Forest of Dean, GL19
8. Church of St Margaret, Corse, Forest of Dean, GL19
9. Church of St Mary, Dymock, Forest of Dean, GL18
10. Church of St Mary, Hartpury, Forest of Dean, GL19
11. Church of St Mary, Kempley, Forest of Dean, GL18
12. Church of St Mary, Lydney, Forest of Dean, GL15
13. Church of St Mary, Newent, Forest of Dean, GL18
14. Church of St Mary, Rudford and Highleadon, Forest of Dean, GL2
15. Church of St Mary, St. Briavels, Forest of Dean, GL15
16. Church of St Mary, Upleadon, Forest of Dean, GL18
17. Church of St Mary the Virgin, English Bicknor, Forest of Dean, GL16
18. Church of St Michael, Churcham, Forest of Dean, GL2
19. Church of St Michael and All Angels, Mitcheldean, Forest of Dean, GL17
20. Church of St Peter, and 2 Pairs of Gate Piers with Gate, Newland, Forest of Dean, GL16
21. Church of the Holy Trinity, Tibberton, Forest of Dean, GL19
22. Flaxley Abbey, Blaisdon, Forest of Dean, GL14
23. Severn Bridge and Aust Viaduct, First Severn Crossing, Tidenham, Forest of Dean, NP16
24. St Briavels Castle and Curtain Wall, St. Briavels, Forest of Dean, GL15
25. Tower and Spire, Church of St Peter and St Paul, Westbury-on-Severn, Forest of Dean, GL14

## Gloucester
1. 9 and 9a, Southgate Street, Gloucester, GL1
2. Anglican Church of St Mary de Lode, Gloucester, GL1
3. Blackfriars Church and Part of East Range of Friary, Gloucester, GL1
4. Cathedral Chapter House, Gloucester, GL1
5. Cathedral Church of the Holy and Indivisible Trinity, Gloucester, GL1
6. Cathedral Cloister and Lavatorium, Gloucester, GL1
7. Cathedral Treasury, Vestry and Library, Gloucester, GL1
8. Church House, Gloucester, GL1
9. Church of St Mary De Crypt, Gloucester, GL1
10. Church of St Nicholas, Gloucester, GL1
11. Dick Whittington Tavern, Gloucester, GL1
12. Greyfriars House and Attached Remains of Greyfriars Church, Gloucester, GL1
13. Inner Gate Adjoining Number 15 College Green, Gloucester, GL1
14. Ladybellegate House, Gloucester, GL1
15. Little Cloister, Gloucester, GL1
16. Little Cloister House, Gloucester, GL1
17. Llanthony Priory, Range Between Outer and Inner Courts, Gloucester, GL2
18. Llanthony Priory, Remains of Outer Gatehouse, Gloucester, GL2
19. Llanthony Priory, Remains of Precinct Wall North of Inner Gatehouse, Gloucester, GL2
20. Llanthony Priory, Remains of Precinct Wall South of Outer Gatehouse, Gloucester, GL2
21. Llanthony Priory, Remains of Range on South Side of Inner Court, Gloucester, GL2
22. Llanthony Priory, Remains of Tythe Barn on North Side of Inner Court, Gloucester, GL2
23. New Inn, Gloucester, GL1
24. North End of West Range, Blackfriars, Gloucester, GL1
25. North Precinct Wall, Gloucester, GL1
26. Old Judges House, Gloucester, GL1
27. Our Ladys Well, Within Field Approximately 350 Metres West of Road, Gloucester, GL2
28. Passage from Cathedral Cloisters to Former Monastic Infirmary, Gloucester, GL1
29. Remains of Monastic Infirmary, Gloucester, GL1
30. Remains of Reservoir, North West Corner of Cathedral Cloister Garth, Gloucester, GL1
31. South Range and Adjoining South End of West Range, Blackfriars, Gloucester, GL1
32. St Marys Gate Adjoining Number 14 College Green, Gloucester, GL1
33. St Michaels Gate, Gloucester, GL1
34. St Oswalds Priory, Gloucester, GL1
35. The Fleece Hotel, Gloucester, GL1

## Stroud
1. 5 and 7, Abbey Street, Kingswood, Stroud, GL12
2. Abbey Gatehouse and Adjoining Wall to East, Kingswood, Stroud, GL12
3. Barn at Manor Farm, Frampton on Severn, Stroud, GL2
4. Beacon House, Painswick, Stroud, GL6
5. Berkeley Castle, Berkeley, Stroud, GL13
6. Church of All Saints, King’s Stanley, Stroud, GL5
7. Church of All Saints, Stroud, Stroud, GL5
8. Church of St George, King’s Stanley, Stroud, GL10
9. Church of St James, Dursley, Stroud, GL11
10. Church of St John the Baptist, Elmore, Stroud, GL2
11. Church of St John the Evangelist, Slimbridge, Stroud, GL2
12. Church of St Lawrence, Longney and Epney, Stroud, GL2
13. Church of St Mary, Arlingham, Stroud, GL2
14. Church of St Mary, Painswick, Stroud, GL6
15. Church of St Mary, Wotton-under-Edge, Stroud, GL12
16. Church of St Mary the Virgin, Berkeley, Stroud, GL13
17. Church of St Nicholas, Hardwicke, Stroud, GL2
18. Church of St Nicholas, Standish, Stroud, GL10
19. Church of St Stephen, Moreton Valence, Stroud, GL2
20. Church of St Swithin, Leonard Stanley, Stroud, GL10
21. Church of the Holy Trinity, Minchinhampton, Stroud, GL6
22. Court House, Painswick, Stroud, GL6
23. Daneway House, Bisley-with-Lypiatt, Stroud, GL7
24. Dovecote Approximately 40 Metres West of the Mansion, Bisley-with-Lypiatt, Stroud, GL6
25. Frampton Court, Frampton on Severn, Stroud, GL2
26. Gatehouse to West at Berkeley Castle, Berkeley, Stroud, GL13
27. Granary Approximately 30 Metres North West of the Mansion, Bisley-with-Lypiatt, Stroud, GL6
28. Main Building at Stanley Mills, King’s Stanley, Stroud, GL10
29. Manor Farmhouse, Frampton on Severn, Stroud, GL2
30. Mansion, Bisley-with-Lypiatt, Stroud, GL6
31. Nether Lypiatt Manor Including Forecourt Walls,gateways and Clairvoyee, Brimscombe and Thrupp, Stroud, GL6
32. Old Priory, Woodchester, Stroud, GL5
33. Orangery or Gothick Garden House, Frampton on Severn, Stroud, GL2
34. Owlpen Manor, Owlpen, Stroud, GL11
35. Painswick House, Painswick, Stroud, GL6
36. Painswick Lodge, Painswick, Stroud, GL6
37. Parish Church of St George, Cam, Stroud, GL11
38. Roman Catholic Church of Our Lady of the Annunciation, boundary walls and railings, Woodchester, Stroud, GL5
39. St Peter’s Grange with Gateways and Courtyard Walls to East and West, Upton St. Leonards, Stroud, GL4
40. The Mansion, Woodchester, Stroud, GL10
41. Tithe Barn Approximately 80m West of Frocester Court, Frocester, Stroud, GL10
42. Tower of Church of St Mary, Berkeley, Stroud, GL13
43. Wanswell Court Farmhouse, Hamfallow, Stroud, GL13

## Tewkesbury
1. 40, Church Street, Tewkesbury, Tewkesbury, GL20
2. Abbey Church of St Mary, Tewkesbury, Tewkesbury, GL20
3. Abbey Gatehouse, Tewkesbury, Tewkesbury, GL20
4. Abbey House, Tewkesbury, Tewkesbury, GL20
5. Abbey Lawn Cottages, Tewkesbury, Tewkesbury, GL20
6. Abbey Lawn Cottages, Tewkesbury, Tewkesbury, GL20
7. Ashleworth Court, Ashleworth, Tewkesbury, GL19
8. Chapel of St James the Great, Stoke Orchard, Tewkesbury, GL52
9. Church (dedication unknown), Stanway, Tewkesbury, GL54
10. Church of St Andrew, Toddington, Tewkesbury, GL54
11. Church of St Andrew and St Bartholomew, Ashleworth, Tewkesbury, GL19
12. Church of St Bartholomew, Churchdown, Tewkesbury, GL3
13. Church of St Catherine, Leigh, Tewkesbury, GL19
14. Church of St George, Brockworth, Tewkesbury, GL3
15. Church of St George, Stanway, Tewkesbury, GL54
16. Church of St John the Baptist, Oxenton, Tewkesbury, GL52
17. Church of St John the Baptist, Stoke Orchard, Tewkesbury, GL20
18. Church of St Mary, Dumbleton, Tewkesbury, GL20
19. Church of St Mary, Great Witcombe, Tewkesbury, GL3
20. Church of St Mary, Hasfield, Tewkesbury, GL19
21. Church of St Mary Magdalene, Boddington, Tewkesbury, GL51
22. Church of St Michael, Buckland, Tewkesbury, WR12
23. Church of St Michael, Tirley, Tewkesbury, GL19
24. Church of St Michael and All Angels, Bishop’s Cleeve, Tewkesbury, GL52
25. Church of St Michael and All Angels, Stanton, Tewkesbury, WR12
26. Church of St Nicholas, Teddington, Tewkesbury, GL20
27. Church of St Peter, Dumbleton, Tewkesbury, WR11
28. Church of St Peter, Winchcombe, Tewkesbury, GL54
29. Church of the Holy Innocents, Highnam, Tewkesbury, GL2
30. Church of the Holy Trinity, Badgeworth, Tewkesbury, GL51
31. Gatehouse, Stanway House, Stanway, Tewkesbury, GL54
32. Hailes Abbey, Stanway, Tewkesbury, GL54
33. Highnam Court, Highnam, Tewkesbury, GL2
34. Odda’s Chapel, Deerhurst, Tewkesbury, GL19
35. Postlip Hall, Winchcombe, Tewkesbury, GL54
36. Rectory, Buckland, Tewkesbury, WR12
37. Royal British Legion Club, Tewkesbury, Tewkesbury, GL20
38. St James Chapel Circa 25 Metres North of Postlip Hall, Winchcombe, Tewkesbury, GL54
39. Stanway House, Stanway, Tewkesbury, GL54
40. Sudeley Castle, Sudeley, Tewkesbury, GL54
41. Sudeley Castle, Church of St Mary, Sudeley, Tewkesbury, GL54
42. Sudeley Castle, Tithe Barn, Sudeley, Tewkesbury, GL54
43. The Church of St Mary, Deerhurst, Tewkesbury, GL19
44. The Great House, Hasfield, Tewkesbury, GL19
45. The Priory Farmhouse, Deerhurst, Tewkesbury, GL19
46. Tithe Barn, Stanway, Tewkesbury, GL54
47. Toddington Manor, Toddington, Tewkesbury, GL54
48. Wall and Gates to Entrance Courtyard, Stanway House, Stanway, Tewkesbury, GL54

## South Gloucestershire(Unitary Authority)
1. Acton Court, and Gateway and Flank Walls 40m East, Iron Acton, South Gloucestershire, BS37
2. Ambulatory 20 Yards South West of Horton Court, Horton, South Gloucestershire, BS37
3. Anglican Church of St Thomas À Becket church of St Thomas of Canterbury, Pucklechurch, South Gloucestershire, BS16
4. Badminton House, Badminton, South Gloucestershire, GL9
5. Bath Lodge, Tormarton, South Gloucestershire, BS37
6. Church of Holy Trinity, Cold Ashton, South Gloucestershire, SN14
7. Church of St James, Charfield, South Gloucestershire, GL12
8. Church of St James the Great, Wick and Abson, South Gloucestershire, BS30
9. Church of St James the Great, Westerleigh, South Gloucestershire, BS37
10. Church of St James the Less, Iron Acton, South Gloucestershire, BS37
11. Church of St Mary parish Church of St Mary the Virgin, Thornbury, South Gloucestershire, BS35
12. Church of St Mary, Almondsbury, South Gloucestershire, BS32
13. Church of St Mary, Dodington, South Gloucestershire, BS37
14. Church of St Mary Magdelene, Tormarton, South Gloucestershire, GL9
15. Church of St Michael, Winterbourne, South Gloucestershire, BS36
16. Church of St Michael and All Angels, Badminton, South Gloucestershire, GL9
17. Church of St Michael and All Angels, Hawkesbury, South Gloucestershire, GL9
18. Church of St Peter, Dyrham and Hinton, South Gloucestershire, SN14
19. Dodington House, Dodington, South Gloucestershire, BS37
20. Dower House, Dodington, South Gloucestershire, BS37
21. Dyrham House, Dyrham and Hinton, South Gloucestershire, SN14
22. Garden Walls and Gateways About 15 Metres South of the Manor House, Cold Ashton, South Gloucestershire, SN14
23. Horton Court, Horton, South Gloucestershire, BS37
24. Little Sodbury Manor, Little Sodbury, South Gloucestershire, BS37
25. Orangery Attached to North West of Dodington House, Dodington, South Gloucestershire, BS37
26. Orangery Attached to South East of Dyrham House, Dyrham and Hinton, South Gloucestershire, SN14
27. Outer Court of Thornbury Castle and Walls of Kitchen Court, Thornbury, South Gloucestershire, BS35
28. Parish Church of St Andrew, Cromhall, South Gloucestershire, GL12
29. Parish Church of St Anne, Siston, South Gloucestershire, BS16
30. Parish Church of St James the Elder, Horton, South Gloucestershire, BS37
31. Parish Church of St John the Baptist, Sodbury, South Gloucestershire, BS37
32. Parish Church of St Mary, Bitton, South Gloucestershire, BS30
33. Parish Church of St Mary, Marshfield, South Gloucestershire, SN14
34. Parish Church of St Mary the Virgin, Hawkesbury, South Gloucestershire, GL9
35. Parish Church of St Mary the Virgin, Yate, South Gloucestershire, BS37
36. Severn Bridge and Aust Viaduct First Severn Crossing, Tidenham, Forest of Dean, Gloucestershire, BS35
37. Siston Court, Siston, South Gloucestershire, BS16
38. Stable Block Attached to South of Dyrham House, Dyrham and Hinton, South Gloucestershire, SN14
39. Stables, Dodington, South Gloucestershire, BS37
40. Swangrove House, Garden Walls, 4 Corner Pavilions and Gate Piers, Hawkesbury, South Gloucestershire, GL9
41. The Manor House, Cold Ashton, South Gloucestershire, SN14
42. Thornbury Castle, Inner Court, Thornbury, South Gloucestershire, BS35
43. Walls Enclosing Privy Garden Immediately to South of the Inner Court of Thornbury Castle, Thornbury, South Gloucestershire, BS35
44. Whitfield’s Tabernacle, South Gloucestershire, BS15
45. Wick Court, Wick and Abson, South Gloucestershire, BS30